# HD 32147
HR 1614是在波江座的一顆光譜聯星系統(在表中的資料是主要的恆星。)
它被認為是一顆富金屬的矮星，這意味著在它的光譜中顯示出比氦重的元素有億於常態的高成分。金屬量是在光譜中的鐵和氫的比例相對於太陽的比值，在HR 1614的例子中，這個比值比太陽高了90%.，而這顆恆星的活動周期是11.1年。
這個系統是由至少9顆彼此共享相同的空間恆星組成的移動星群的成員之一。這個集團的成員在重元素上呈現出與HR 1614相同的豐度，而能夠辨識出這個恆星集團的主要原因是這些恆星相對於太陽的空間速度是59公里/秒。估計這個集團的年齡約為20億年。

## 外部連結
- . SolStation. 2002  [2006-11-30]. （原始内容存档于2013-04-03）.
- . Astronomisches Rechen-Institut. March 4, 1998  [2006-11-30]. （原始内容存档于2007-06-10）.
- . NASA NStars Database.   [2006-11-30]. （原始内容存档于2002-05-13）.